# 금남면 (세종)
금남면(錦南面)은 세종특별자치시의 면이다.

## 개요
금남면은 금강의 남쪽에 있다고 하여 금남면이라 하였다. 금강 중류에 위치한 금남면에는 일찍부터 사람이 살기 시작하였다. 금강 상류 지역인 청원군 두루봉 동굴과 하류인 공주 석장리 유적이 이를 입증하고 있으며 금남면 지역에도 고인돌과 선돌 등 청동기 시대에 유적들이 많이 산재하여 있다. 연기군 내에서 가장 많은 청동기 시대 유적이 산재해 있는 금남면 일대는 세종시에서 사람이 살았던 역사가 가장 오래된 곳이다.
백제 때에는 소비포현이라 불렀으며, 백제가 한성에서 웅진으로 왕도를 옮긴 후에는 웅진에 속하였으며, 조선시대에는 공주의 명탄면, 양야리면이었다가 1914년 행정 구역 개편시 연기군에 편입시키면서 금남면이라 불리었다.
2012년 7월 1일에 세종특별자치시가 출범하면서 기존 충청남도 연기군 금남면에 충청남도 공주시 반포면의 5개 리(원봉·도남·성강·국곡·봉암리)가 합쳐졌다.

## 하위 행정 구역
| 법정리 | 한자명 | 행정리          | 비고                       |
| ------ | ------ | --------------- | -------------------------- |
| 용포리 | 龍浦里 | 용포1리~용포6리 | 금남면 행정복지센터 소재지 |
| 발산리 | 鉢山里 | 발산리          |                            |
| 감성리 | 柑城里 | 감성리          |                            |
| 두만리 | 斗滿里 | 두만1리~두만2리 |                            |
| 용담리 | 龍潭里 | 용담1리~용담2리 |                            |
| 축산리 | 丑山里 | 축산리          |                            |
| 금천리 | 金川里 | 금천1리~금천2리 |                            |
| 영치리 | 永峙里 | 영치리          |                            |
| 남곡리 | 南谷里 | 남곡리          |                            |
| 황용리 | 黃龍里 | 황용1리~황용2리 |                            |
| 영대리 | 永垈里 | 영대1리~영대2리 |                            |
| 달전리 | 達田里 | 달전리          |                            |
| 박산리 | 朴山里 | 박산리          |                            |
| 대박리 | 大朴里 | 대박리          |                            |
| 부용리 | 芙蓉里 | 부용1리~부용2리 |                            |
| 장재리 | 長在里 | 장재리          |                            |
| 호탄리 | 壺灘里 | 호탄리          |                            |
| 신촌리 | 新村里 | 신촌리          |                            |
| 도암리 | 道岩里 | 도암1리~도암2리 |                            |
| 성덕리 | 聖德里 | 성덕1리~성덕2리 |                            |
| 영곡리 | 靈谷里 | 영곡1리~영곡2리 |                            |
| 성강리 | 聖岡里 | 성강리          | 반포면에서 편입            |
| 봉암리 | 鳳岩里 | 봉암리          | 반포면에서 편입            |
| 국곡리 | 菊谷里 | 국곡리          | 반포면에서 편입            |
| 원봉리 | 圓峯里 | 원봉1리~원봉2리 | 반포면에서 편입            |
| 도남리 | 道南里 | 도남리          | 반포면에서 편입            |
| 26리   |        | 41행정리        |                            |

## 산업과 문화
성삼문을 배향한 문절사(文節祠)가 달전리에 있다.

## 교육
금남면에는 2개의 초등학교가 있다.
- 감성초등학교
- 금남초등학교
- 당암초등학교 원남분교 (폐교) - 금남면 원봉리 472-1
- 영대초등학교 (폐교) - 금남면 울여울길 2 (영대리)
- 금석초등학교 (폐교)